# Fasces

Fasces

De fasces (Latijn, “roedenbundel”, enkelvoud “fascis”, meervoud “fasces”) zijn een oud Romeins symbool van het gezag van de hogere magistraten, in de vorm van een roedenbundel met bijl.

## Oorsprong
Hoewel de fasces vrijwel uitsluitend in verband wordt gebracht met de Romeinense lictors (ambtenaren) hebben de Romeinen dit symbool waarschijnlijk geadopteerd uit de Etruskische stad Vatluna. Een afbeelding van de fasces in een Etruskische Stele en de vondst van een kleine ijzeren versie van de fasces in een Etruskische graftombe uit de 7e eeuw voor Christus, beiden gevonden bij archeologische opgravingen nabij de locatie van de Etruskische stad Vatluna, bevestigen dat de Etrusken gebruik maakten van de fasces.
De Romeinse geschiedschrijver Titus Livius verklaart daarnaast dat de Romeinse lictors de Curulische zetel en de toga praetexta, allen symbolen van bestuurlijke macht, zouden hebben geadopteerd van de naburige Etruskische steden. Ook het aantal lictors dat de Romeinen hanteerde, twaalf, zou afkomstig zijn van de twaalf soevereine Etruskische steden die eenieder één lictor als vertegenwoordiger naar voren schoven bij het kiezen van een nieuwe gezamenlijke koning.
Ondanks dat enkele antieke bronnen melding maken van het adopteren van machtssymbolen van de Etrusken, waaronder de fasces, en de beperkte archeologische vondsten is er onvoldoende bekend over de Etrusken om met zekerheid te kunnen vaststellen dat de fasces inderdaad hier zijn oorsprong vindt.

## Kenmerken
De fasces bestaat uit een bundel houten roeden die een bijl insluiten, bijeengehouden door roodleren riemen. Fasces werden door lictors voor de magistraten uit gedragen. De roeden, gewoonlijk berk maar soms iep, waren symbolisch voor de “macht om te straffen”. De bijl symboliseerde de “macht over leven en dood” en de riemen de “macht om te arresteren”. De fasces wordt daarom ook wel lictorbundel genoemd.

## Iconografie
In de iconografie zijn de fasces een attribuut van de gepersonifieerde rechtvaardigheid. Daarom is dit symbool aangebracht in de Amerikaanse senaat aan weerszijden van de zetel van de voorzitter. Ook zijn de fasces het symbool van eendracht, bijvoorbeeld in het huwelijk. Dan wordt het gedragen door Amor.
De fasces zijn ook afgebeeld op het wapen van het Huis Wasa, koningen van Zweden van 1523 tot 1654.
Het symbool is ook verwerkt in de vlag van de wijk Brooklyn in New York. Op de vlag en het zegel van de wijk Brooklyn is een vrouw in een mantel te zien die de fasces vasthoudt. In Amerika wordt de fasces gezien als onder meer een Republikeins symbool.

## Gebruik in het republicanisme
Toen in 1792 de Eerste Franse Republiek werd uitgeroepen, greep men terug op de Romeinse Republiek en daarbij werden onder meer de fasces gebruikt als symbool voor de republiek. In 1796 ontwierp Dirk Langendijk de nieuwe vlag van de Bataafse Republiek, die de marine aannam. In 1886 werd het zegel van de Amerikaanse Senaat aangenomen, waarin twee gekruiste roedenbundels te zien zijn. Sinds 1953 heeft de Franse Republiek een officieus embleem met fasces dat onder meer op paspoorten en ambassades wordt gebruikt.

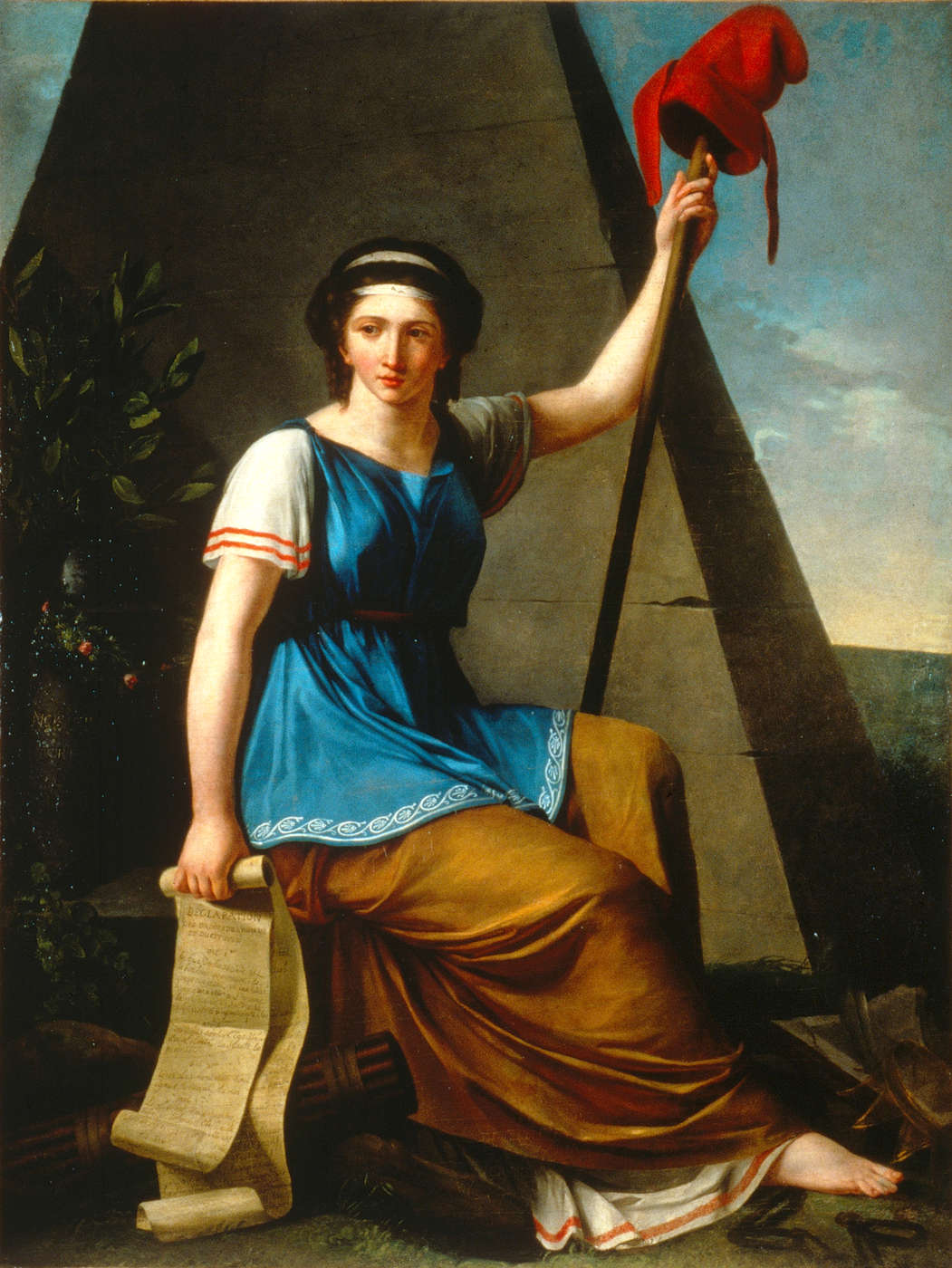
Allegorie op de Franse Revolutie door Jeanne-Louise Vallain (ca. 1793). De fasces is verbeeld onder de Grondwet.
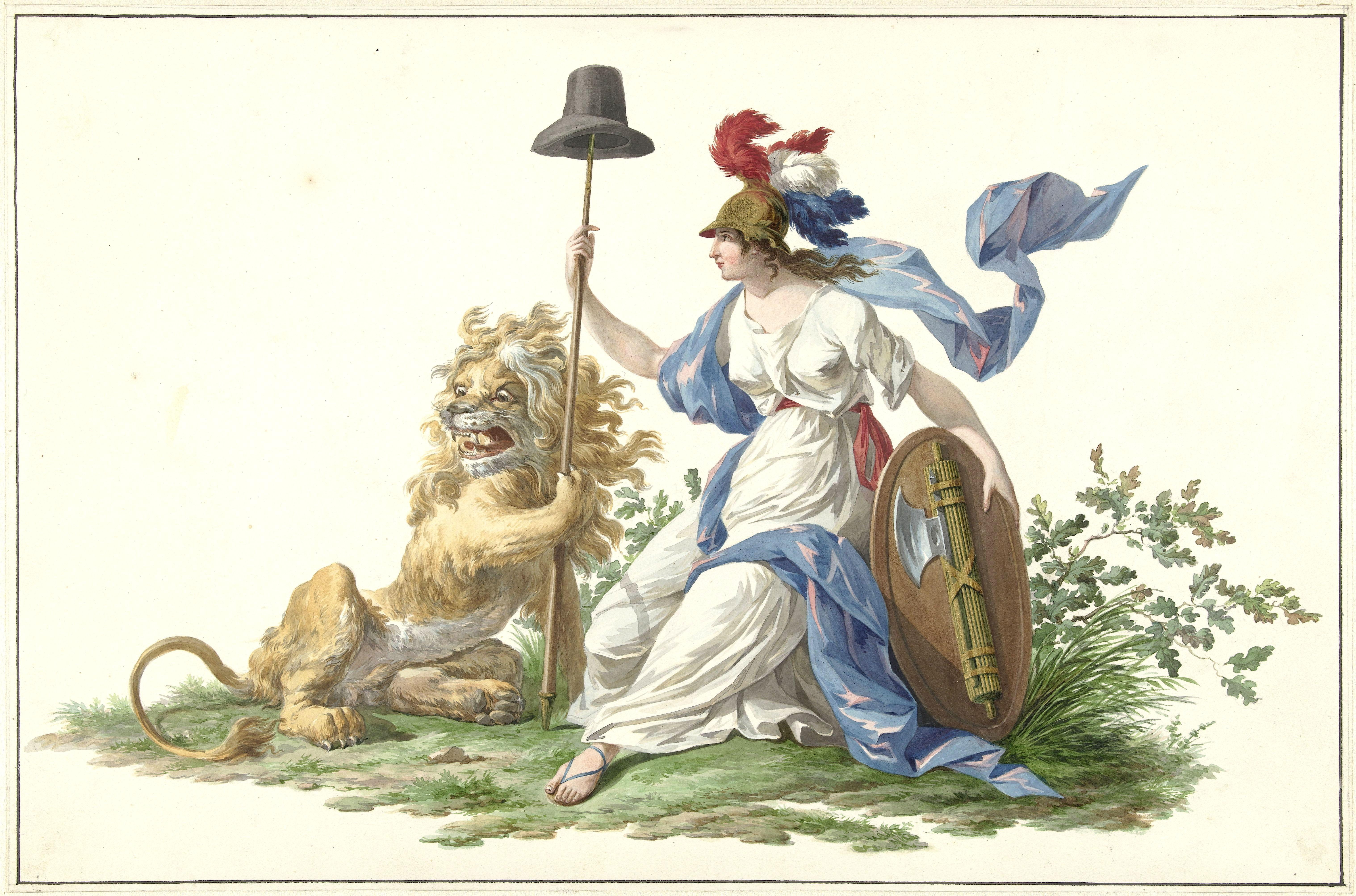
Fasces in het wapen van de Bataafse Republiek door Dirk Langendijk (1796).
Gekruiste roedenbundels in het zegel van de Amerikaanse Senaat (sinds 1886).
Embleem van de Franse Republiek, officieus symbool sinds 1953.

## Gebruik in het fascisme

Oorlogsvlag van de Italiaanse Sociale Republiek (1943–45).

Tijdens de Eerste Wereldoorlog ontstond in het Koninkrijk Italië het fascisme, dat de roedenbundel begon te gebruiken als symbool van nationale eenheid. Ten tijde van de opkomst van het fascisme werd de betekenis van het symbool nieuw leven in geblazen door intellectuelen als Arturo Reghini. Fascistenleider Mussolini richtte in 1921 de Partito Nazionale Fascista op met de fasces in het partijlogo. Mussolini greep naar een middeleeuwse heraldische Italiaanse traditie terug toen hij de “Capo dell litorio”, een schildhoofd met fasces, invoerde. Aanvankelijk was de PNF ook republikeins, maar toen Mussolini in 1922 met de Mars op Rome met steun van koning Victor Emanuel III de macht greep, lieten de fascisten geleidelijk aan hun antimonarchisme varen. Pas nadat de geallieerden in juli 1943 Sicilië hadden bezet, werd Mussolini op 25 juli afgezet en gevangengenomen, waarna een nieuw koninklijk regime onderhandelingen begon en in september zich aan de geallieerden overgaf. Daarop bezetten Duitse troepen Noord-Italië en bevrijdden Mussolini, die nu een nieuwe staat uitriep, de Italiaanse Sociale Republiek, waarin de fasces terug te vinden waren in de vlag.

## Wetenswaardigheden
Fasciatie, een afwijkende groeivorm in planten, is ook genoemd naar dit Latijnse woord.